# Urania Cove
Die Urania Cove (englisch; bulgarisch залив Урания saliw Urania) ist eine 1,6 km breite und 1,35 km lange Bucht an der Westküste von Two Hummock Island im Palmer-Archipel westlich der Antarktischen Halbinsel. Sie liegt 4 km südsüdwestlich des Wauters Point, 3,5 km südwestlich des Butrointsi Point und 2,4 km nordnordöstlich des Palaver Point nördlich des Buache Peak und westlich des Modev Peak
Die bulgarische Kommission für Antarktische Geographische Namen benannte sie 2020. Namensgeber ist der Muse Urania aus der griechischen Mythologie.